# Mueda
Mueda és un municipi de Moçambic, situat a la província de Cabo Delgado. En 2007 comptava amb una població de 23.480 habitants. És la capital del districte de Mueda i centre cultural dels makondes, on s'hi produeixen escultures d'eben.

## Geografia
Està situada a la zona alta de l'Altiplà de Mueda, on el clima és més temperat que a la costa, però on és difícil trobar aigua potable a causa del sol arenós permeable que fa que l'aigua s'infiltri a gran profunditat. Pel 1970 Portugal, aleshores potencia colonial dominant a la zona, hi va construir un sistema per proporcionar aigua potable, sota direcció de l'enginyer Canhoto. En la dècada de 1980, després de la independència, el sistema fou reconstruït pel govern moçambiquès amb assistència de l'UNICEF i cooperació suïssa.

## Història
Mueda va ser fundada al voltant d'una caserna de l'Exèrcit portuguès colonial.

### Massacre de Mueda
El 16 de juny de 1960 els nacionalistes makondes nacionalistes van organitzar una manifestació davant de la seu del districte de Mueda, a la plaça del poble per tal d'exigir la independència de Portugal, quan hi era governador Pedro Correia de Barros (1958–1961). Pel que sembla, l'administrador del districte els havia convidat a presentar les seves queixes. L'administrador va ordenar arrestar als líders, i la multitud va protestar. L'administrador portuguès va ordenar les tropes estacionades a disparar contra la multitud, i després molts més foren llençats per morir en un barranc. El nombre de morts és matèria de controvèrsia. Tanmateix, el ressentiment generat per aquests esdeveniments va fer guanyar adeptes a la guerrilla independentista FRELIMO en el moment de l'inici de la Guerra d'independència de Moçambic (1964–1975). El lloc de la massacre és commemorat amb una estàtua.

### Guerra d'independència
Els makondes eren ferms partidaris del FRELIMO. De fet, la Unió Nacional Africana Makonde, més tard Unió Nacional Africana Moçambic, va ser una de les tres organitzacions fundadores del FRELIMO. Mueda també va ser el lloc de les operacions portugueses contra el FRELIMO. El 1967, en una de les seves primeres grans accions militars, el FRELIMO va iniciar l'atac fallit contra la base aèria d'allà, tot i que la base fou seriosament danyada. En maig de 1970 el general Arriaga la va escollir com a caserna general per començar l'Operació Nus Gordià. Al final de l'operació, afirmava haver eliminat més de setanta bases del Frelimo. Però, a banda de la pèrdua d'equips i subministraments, l'operació no va afectar la capacitat del FRELIMO d'infiltrar armes des de Tanzània, i no va afectar substancialment la seva capacitat ofensiva. En un darrer atac en 1972 contra la base aèria de Mueda hi van destruir els 19 aeroplans que hi havia.

## Galeria

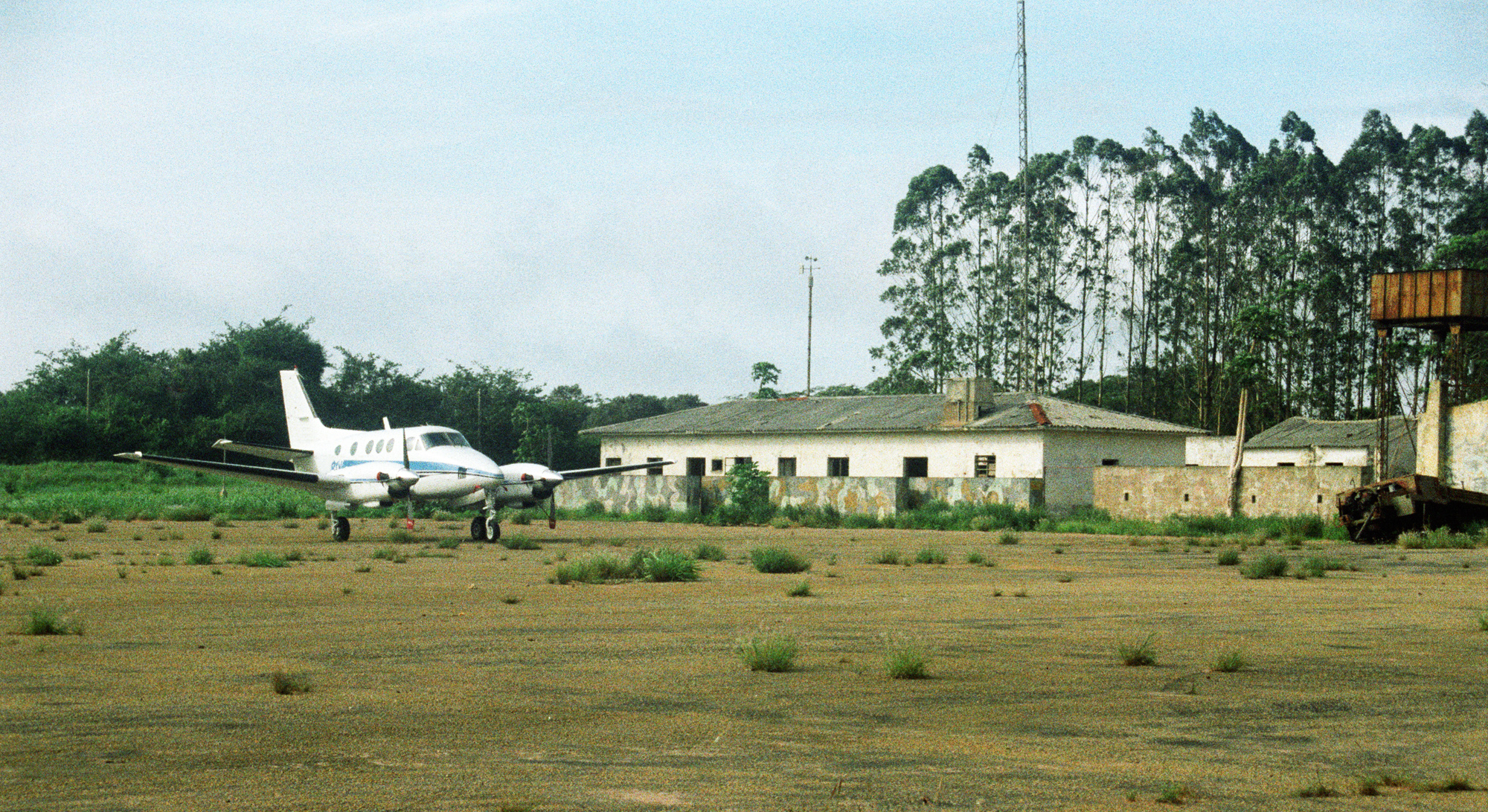
Aeroport de Mueda c. 1995
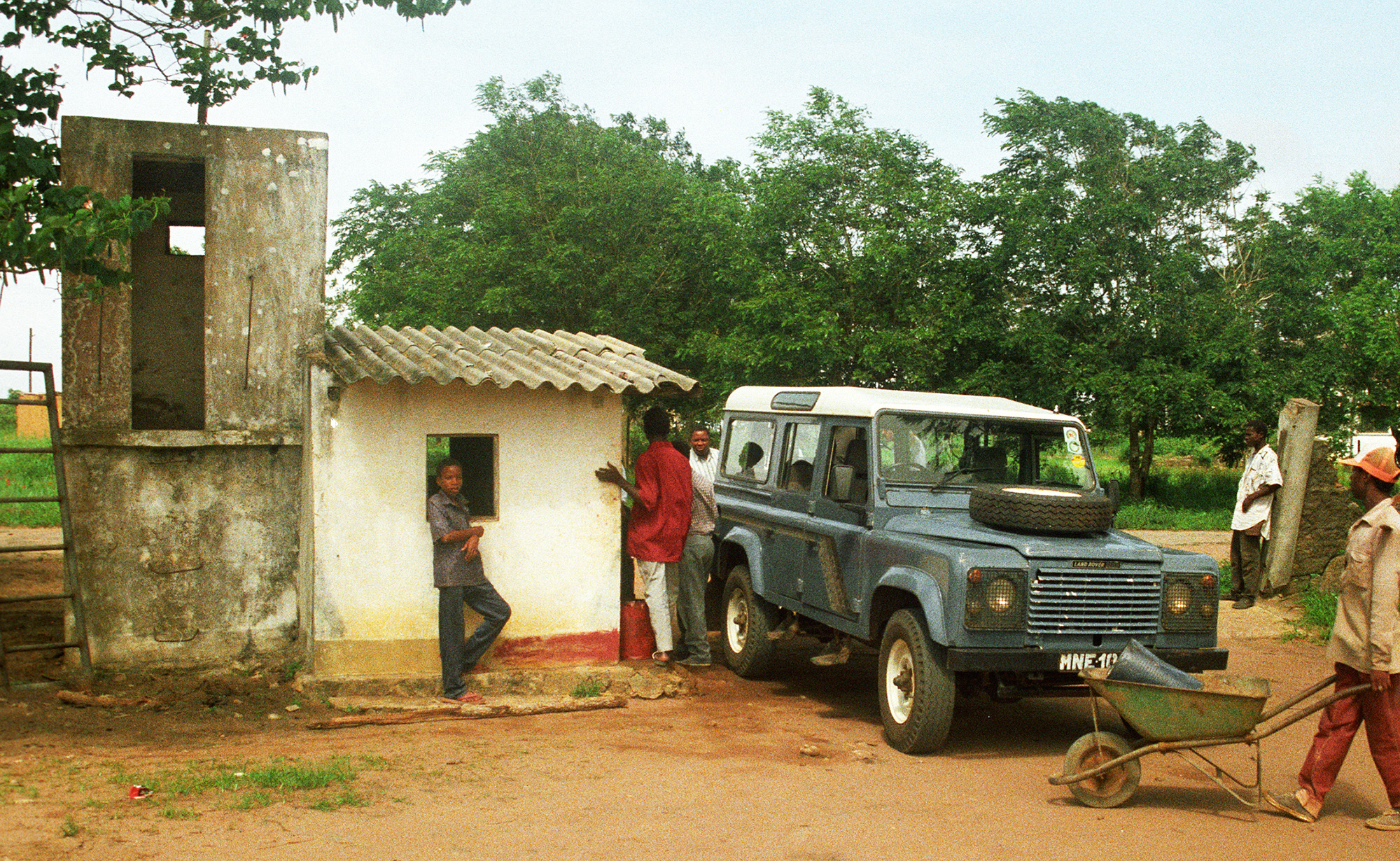
Posant gasolina a Mueda c. 1995